# Робер дьо Сабле
Робер дьо Саблѐ е единадесетият Велик магистър на Ордена на тамплиерите от 1189 до 1192 или 1193.

## Биография
Роден е в Анжу, Франция и преди да се присъедини към ордена е господар на замъка Саблѐ като Робер IV дьо Саблѐ. Tой израства с ангевинския крал Ричард Лъвското сърце, след като прекарва деветнадесет години като паж в двора на Хенри Английски. Приятелството им продължава по време на Третия кръстоносен поход, по време на който Робер получава за Ордена на тамплиерите остров Кипър срещу скромна сума от 25000 сребърни марки. Води своите рицари с войските на Ричард срещу сарацините по море и по суша, като най-голям успех постигат в сражението при Арсуф. До смъртта си Робер води битки срещу армията на Салах ад Дин.